# Jerzy Żeglin
Jerzy Żeglin (ur. 1933, zm. 1963) – współzałożyciel Demokratycznej Armii Krajowej, młodzieżowej organizacji antykomunistycznej. Więzień polityczny w latach 1950–1954.

## Życiorys[1]
1 września 1949 roku wraz z czwórką kolegów założył nielegalną organizację antykomunistyczną, której 22 września nadano nazwę Demokratyczna Armia Krajowa.  Jerzy Żeglin sprawował funkcję kierownika propagandy DAK.  Po śledztwie prowadzonym przez WUBP, skazany przez Wojskowy Sąd Rejonowy w Rzeszowie wyrokiem z dnia 8 września 1950 roku na siedem lat więzienia, pozbawienie praw publicznych i honorowych na dwa lata oraz przepadek mienia. Karę odbywał w więzieniu na zamku Lubomirskich w Rzeszowie, w więzieniu politycznym we Wronkach, Progresywnym Więzieniu dla Młodocianych w Jaworznie i okresowo więzieniu na Montelupich w Krakowie z powodu ciężkiego przebiegu gruźlicy. Zmarł 5 lipca 1963 roku.